# Saint-Georges-la-Pouge
Saint-Georges-la-Pouge è un comune francese di 349 abitanti situato nel dipartimento della Creuse nella regione della Nuova Aquitania.

## Società

### Evoluzione demografica
Abitanti censiti